# تاريخ الطفولة
لقد كان تاريخ الطفولة موضوعًا محل اهتمام في التاريخ الاجتماعي منذ ستينيات القرن الماضي.

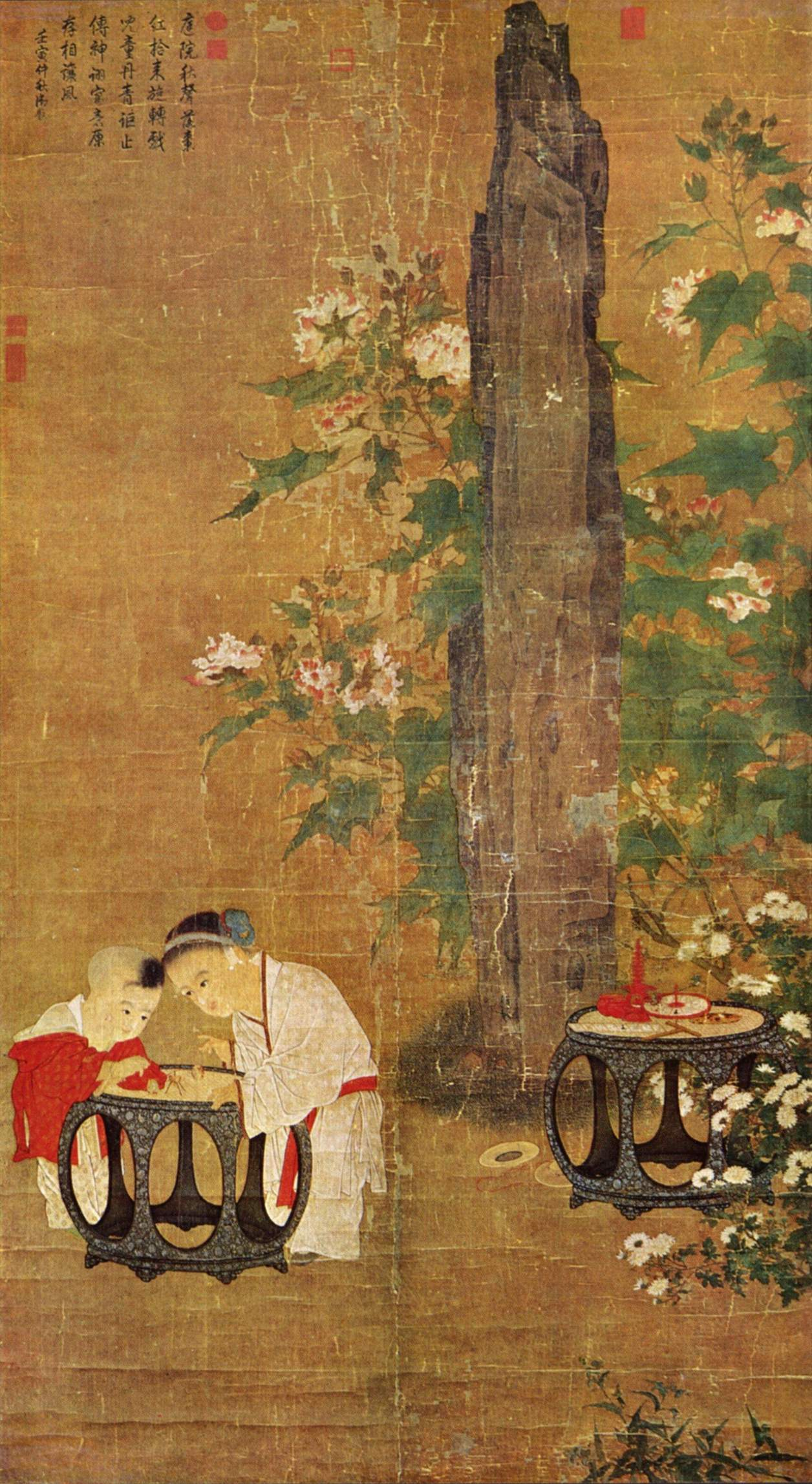
أطفال يلعبون، صورة تم رسمها إبان أسرة سونغ من قِبل الفنان الصيني سو هانشن، عام 1150م.

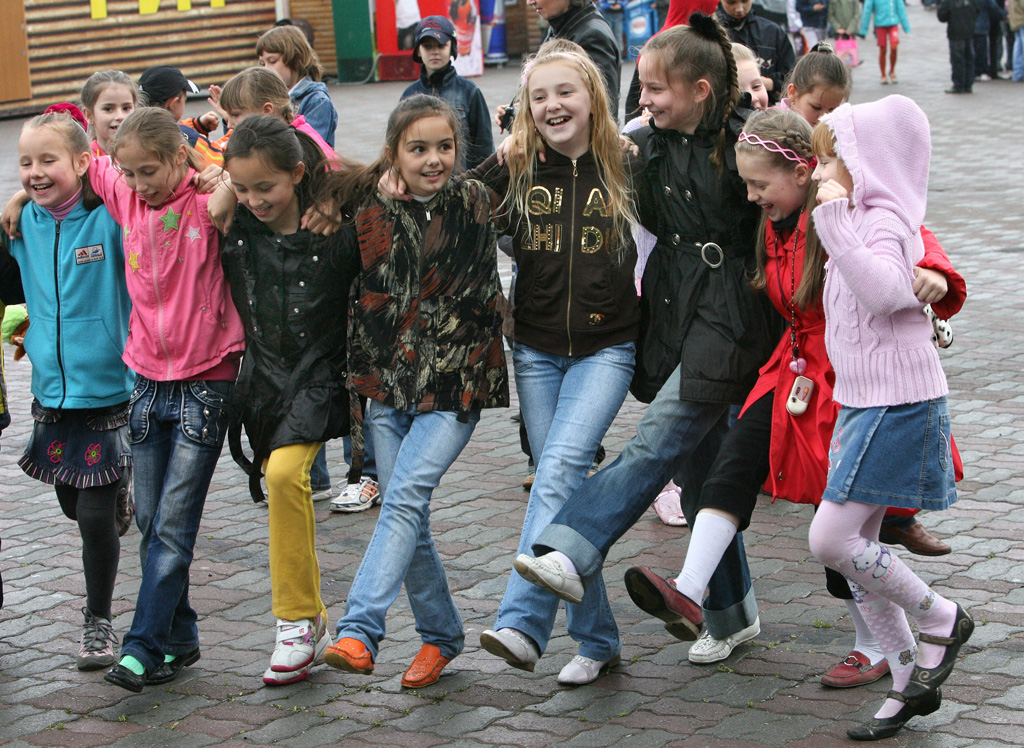
اطفال من فلاديفوستوك،روسيا، في يوم الطفل، 2009

شعار: محرك بحث قوقل يحتفي بمناسبة يوم الطفل في كينيا، رفعت شعارات مماثلة على محرك بجث قوقل في نطاقات مختلفة حسب احتفال كل دولة بيوم الطفل.

## معلومات تاريخية

### عصر ما قبل الصناعة والقرون الوسطى
يعارض ويلسون (1984) الرأي العام الذي كانت تتبناه قاعدة عريضة من الجمهور والمتمثل في أن تربية الأطفال في العصور الوسطى وأوائل العصر الحديث كانت تتسم باللامبالاة والإهمال والوحشية. ومع التأكيد على سياق الفقر وارتفاع معدل وفيات الأطفال الرضع (ثلث الأطفال أو أكثر يموتون) خلال عصر ما قبل الصناعة، مثلت ممارسات تربية الأطفال الفعلية سلوكًا موائمًا من قِبل الفلاحين. وهو يشير إلى الرعاية الأبوية واسعة النطاق خلال حالات المرض والحزن عند الموت والتضحيات من قبل الآباء لتعظيم رفاهية الطفل ونظام تعبدي واسع في مرحلة الطفولة في ممارسة الشعائر الدينية.
وافترض المؤرخون أن الأسر التقليدية في عصر ما قبل الصناعة تضمنت الأسرة الممتدة، حيث كان الأجداد والآباء والأطفال وربما بعض الأقارب الآخرين يعيشون جميعًا معًا تحت حكم كبير الأسرة. وكانت هناك أمثلة على ذلك في منطقة البلقان وفي الأسر الأرستقراطية. ومع ذلك، كان النمط المعتاد في أوروبا الغربية هو الأسرة الأكثر بساطة، والتي تتألف من الزوج والزوجة وأبنائهم (وربما خادم، والذي قد يكون أحد الأقارب). وغالبًا ما كان يتم إرسال الأطفال بصفة مؤقتة ليعملوا كخدم لدى أقاربهم ممن يحتاجون إلى المساعدة.
وفي أوروبا في العصور الوسطى، كان هناك نموذج لمراحل متميزة من الحياة، والذي كان يتحدد عند بدء مرحلة الطفولة وانتهائها. لقد كان قدوم طفل جديد بمثابة حدث بارز. وكان النبلاء يبدأون على الفور في التفكير في ترتيب الزواج الذي من شأنه أن يعود بالنفع على الأسرة. ولم تكن أعياد الميلاد من الأحداث البارزة، حيث كان الأطفال يحتفلون بيوم القديسين الذين تمت تسميتهم بأسمائهم. وقد نظر قانون الكنيسة والقانون العام إلى الأطفال على أنهم يتساوون مع الكبار فيما يتعلق ببعض الأغراض ومتميزين لأغراض أخرى.
وكان التعليم بالمعنى التدريبي للكلمة وظيفة حصرية للأسر بالنسبة للغالبية العظمى للأطفال حتى القرن التاسع عشر. وفي العصور الوسطى، قامت الكاتدرائيات الكبرى بتنفيذ برامج تعليمية لأعداد صغيرة من الفتيان في سن المراهقة ممن يُراد لهم أن يصبحوا قساوسة. وبدأت الجامعات في الظهور لتدريب الأطباء والمحامين والمسؤولين الحكوميين، و (في الغالب) الكهنة. وظهرت أولى الجامعات بعد عام 1100 تقريبًا، وجاءت جامعة بولونيا (1088)، وجامعة باريس (1150) وجامعة أكسفورد (1167) في الطليعة. والتحق الطلاب بالدراسة في سن مبكرة، حيث لم تتجاوز أعمارهم 13 أو 14 عامًا وبقوا في الدراسة لمدة تتراوح من 6 إلى 16 عامًا.

#### مشاركة الأطفال في الحملة الصليبية
جذبت حركة شبابية عفوية في فرنسا وألمانيا عام 1212 أعدادًا كبيرة من مراهقي وشباب الفلاحين (عدد قليل منهم كان تحت سن الـ 15). وكان هؤلاء مقتنعين بأنهم قادرون على النجاح في الوصول إلى القدس وإنقاذها من المسلمين، حيث فشل آخرون أكبر سنًا وأكثر ذنوبًا في القيام بذلك. ورأوا أن القوة الخارقة لإيمانهم ستحقق لهم النصر الذي فشلت قوة الأسلحة في تحقيقه. والكثير من قساوسة الأبرشيات والآباء والأمهات شجعوا مثل هذه الحماسة الدينية وحثهم عليها. وعارض البابا والأساقفة المحاولة ولكنهم فشلوا في وقفها كليًا. وانطلقت مجموعة من عدة آلاف من الشباب بقيادة شخص ألماني يُدعى نيكولاس متوجهة إلى إيطاليا. ونجا حوالي ثلث المجموعة من مسيرة عبر جبال الألب ووصل هؤلاء إلى جنوا؛ وأتت مجموعة أخرى إلى مرسيليا. وتمكن الشباب الأسعد حظًا في نهاية المطاف من الوصول إلى موطنهم بسلام، ولكن تم بيع العديد من الشباب الآخرين كعبيد مدى الحياة في مزادات تجار الرقيق بمرسيليا. والمصادر قليلة وغير واضحة ولا يزال المؤرخون غير متأكدين بالضبط مما حدث.

### النهضة وبداية العصر الحديث
خلال عصر النهضة، زاد التصوير الفني للأطفال بشكل هائل في أوروبا. ففي إنجلترا خلال العصر الإليزابيثي، كان انتقال الأعراف الاجتماعية مسألة عائلية، حيث كان يتم تعليمهم أصول وآداب الخلق السليم واحترام الآخر. وكان بعض الفتيان الذين التحقوا بالمدرسة الثانوية عادة ما يتعلمون على يد قسيس محلي.
في أوروبا الغربية بحلول عام 1500، كان من المعترف به على نطاق واسع أن الأطفال يمتلكون حقوقًا بالنيابة عن أنفسهم. وتضمنت هذه الحقوق حقوق الأطفال الفقراء في الحصول على قوتهم والعضوية في المجتمع والتعليم والتدريب الوظيفي.

### النظام القديم والتنوير
في فرنسا ومعظم الدول الأوروبية خلال الفترة من 1650 إلى 1790، كانت التطلعات التعليمية في ازدياد وكانت تكتسب على نحو متزايد الطابع المؤسسي من أجل تزويد الكنيسة والدولة بالموظفين ليكونوا إداريين مستقبليين. وكانت الفتيات غير مؤهلات للمناصب القيادية، وكان يُنظر إليهن بشكل عام باعتبارهن أقل في القدرات العقلية من الفتيان. وكانت لدى فرنسا العديد من المدارس المحلية الصغيرة، حيث كان أطفال الطبقة العاملة - من البنين والبنات - يتعلمون في إطار شعار الأفضل «أن تعرف وتحب وتخدم الرب». ومع ذلك، كان يتم تعليم أبناء بنات النخب النبيلة والبرجوازية تعليمًا متميزًا جدًا: حيث كان يتم إرسال الأولاد إلى المدرسة العليا، ربما جامعة، بينما كان يتم إرسال أخواتهن - إذا كُن محظوظات بما يكفي لمغادرة المنزل - لاستكمال الدراسة في الدير. ولم يُقدم أي بديل حقيقي لتعليم الإناث؛ فلم تتشكل شخصيات النساء المستنيرات إلا من خلال التعليم المنزلي، وعادة صالونات النساء المدهشة.
وقد انطوى النموذج المؤسسي للأسرة على أن جميع الأعضاء - بما في ذلك الأطفال - كانوا تابعين وموظفين لفائدة الأسرة بأسرها.
والمفكر الذي انفصل عن النموذج المؤسسي وأنشأ المفهوم الحديث للطفولة مع استقلاليتها وأهدافها الخاصة هو جان جاك روسو. واستنادًا إلى أفكار جون لوك وغيره من مفكري عصر التنوير خلال القرن السابع عشر، صاغ روسو في روايته الشهيرة إميل: أو التربية (Emile: or Education) (1762) الطفولة كفترة وجيزة من حماية قبل مواجهة الأشخاص أخطار ومصاعب سن البلوغ. وتساءل روسو "لماذا نسلب الأفراح التي تمر بسرعة من هؤلاء الأبرياء؟". لماذا نملأ الأيام الأولى العابرة بالمرارة، الأيام التي لن تعود لهم ولا لكم؟"

### القرن التاسع عشر

#### بريطانيا في العصر الفيكتوري
أعاد العصر الفيكتوري تعريف الطفولة وسمح للعائلات بإرسال أطفالهم إلى المصانع والمناجم مقابل أجور نقدية (كانت تذهب للأب). وهاجم الإصلاحيون عمالة الأطفال منذ ثلاثينيات القرن التاسع عشر فصاعدًا، مدعومين بالأوصاف المروعة لحياة الشوارع في لندن التي صورها تشارلز ديكينز وآخرون. وتم تخفيض عمالة الأطفال تدريجيًا، وتوقفت في إنجلترا بموجب قوانين المصانع للفترة من 1802 إلى 1878. وأكد الناس في العصر الفيكتوري بالتزامن على دور الأسرة وحرمة الطفل، وبصفة عامة ظل هذا الموقف سائدًا في المجتمعات الغربية منذ ذلك الحين.

#### اليابان
كانت الطفولة باعتبارها مرحلة مميزة من مراحل الحياة واضحة في أوائل فترة الحداثة، عندما أدت التحولات الاجتماعية والاقتصادية إلى زيادة الاهتمام بالأطفال ونمو التعليم والطقوس التي تتمحور حول الطفل. وخلال فترة إيدو (1600-1871)، أبدى الآباء والأمهات إعطاء الأفضلية للأطفال الذكور، غير أن هذا لم يؤثر سلبًا على الإناث بنفس القدر كما هو الحال في مجتمعات أسيوية أخرى. ونظرًا لأن البنات يمكن أن يرثن (إذا لم يكن هناك ولد)، فإن عدم وجود الولد لم يسبب ألمًا للآباء والأمهات بشأن احتمال نهاية أسرتهم.
وبرز مفهوم حديث للطفولة في اليابان بعد عام 1850 كجزء من تداخله مع الغرب. وقرر القادة إبان عصر ميجي أن يكون للدولة القومية الدور الرئيسي في تعبئة الأفراد - والأطفال - في خدمة الدولة. وتم إدخال مدارس على النمط الغربي كعامل لبلوغ هذا الهدف. وبحلول تسعينيات القرن التاسع عشر، كانت المدارس تقدم مفاهيم جديدة بشأن الطفولة. وبعد عام 1890، كان لدى اليابان العديد من الإصلاحيين وخبراء الطفولة ومحرري المجلات والأمهات المتعلمات الذين شكلوا المفهوم الجديد. فقد علموا الطبقة المتوسطة العليا نموذجًا للطفولة تضمن امتلاك الأطفال لمساحة خاصة بهم يستطيعون فيها قراءة كتب الأطفال وممارسة اللعب بالألعاب التعليمية وتكريس، على نحو خاص، وقت كبير للواجبات المدرسية. وسرعان ما انتشرت هذه الأفكار عبر جميع الطبقات الاجتماعية 

#### الولايات المتحدة
أشار إليك (2002) إلى أنه في ضوء تحول أمريكا إلى دولة صناعية في القرن التاسع عشر، بدأ أطفال المناطق الريفية وأطفال الطبقة العاملة في العمل من سن مبكرة كما كان الحال في الفترة الاستعمارية. ومع ذلك، اعتبرت الطبقة المتوسطة الناشئة الطفولة كمرحلة مميزة من مراحل الحياة، مع التأكيد على الفروق بين الجنسين والمطالبة بمزيد من التعليم المدرسي. وأصبحت المدارس الحكومية شيئًا مألوفًا في أربعينيات القرن التاسع عشر وخمسينيات القرن ذاته، حيث إن معظم الولايات اتبعت نموذج ولاية ماساتشوستس الذي نشره هوراس مان، والذي كان يقوم بدوره على الابتكارات الألمانية. وشملت الابتكارات المدارس الحكومية العادية (كليات المعلمين)، التي جعلت التدريس مهنة مدفوعة الأجر للنساء وإدخال المراحل السنية.
وتُعتبر الطفولة من المنظور الأمريكي مثارًا للجدل. حيث تذهب مجموعة من العلماء، حاذين بذلك حذو الروائية ويلا كاثر والروائية لورا إينغلس إيلدر، لتقول إن البيئة الريفية كانت صحية. وكتب مؤرخون مثل كاثرين هاريس  وإليوت ويست  أن التنشئة الريفية سمحت للأطفال بالتحرر من التسلسلات الهرمية للسن والجنس في المناطق الحضرية، وعززت الترابط الأسري، وفي نهاية المطاف أنتجت أطفالاً كانوا أكثر اعتمادًا على الذات وأكثر حركة وقابلية للتكيف وأكثر تحملاً للمسؤولية والاستقلالية، وأكثر اتصالاً بالطبيعة من أقرانهم في المناطق الحضرية أو الشرقية. على الجانب الآخر، قدمت المؤرختان إليزابيث هامبستين  وليليان شليسل صورة قاتمة تمثل الوحدة والحرمان وسوء المعاملة والعمل البدني في سن مبكرة. واتخذت ريني-كيربيرغ موقفًا وسطيًا.

#### المدارس العامة
ظهرت الوسائل الحديثة للتعليم المدرسي مع المدارس المدعومة ضريبيًا والحضور الإلزامي والمدرسين المتعلمين في بروسيا وغيرها من الولايات الألمانية في أوائل القرن التاسع عشر. وتم تبني النظام البروسي من قِبل الولايات المتحدة (بقيادة هوراس مان) وفرنسا وغيرهما من الأمم الحديثة بحلول عام 1900. وخارج الولايات المتحدة، كان التعليم المدرسي ينتهي في سن الـ 14 تقريبًا بالنسبة للغالبية العظمى، باستثناء أطفال النخب الثرية الذين كانوا يمضون قدمًا في المراحل التعليمية الأعلى.

#### وقت اللعب ووقت الفراغ
درس تشوداكوف التفاعل بين الرقابة الأبوية على ألعاب الأطفال ودافع الأطفال للحصول على حرية اللعب. وفي الحقبة الاستعمارية، كانت ألعاب الأطفال بدائل مؤقتة، وكان الأطفال يعلمون بعضهم البعض ألعابًا بسيطة مع القليل من إشراف الكبار. وأدى اقتصاد السوق في القرن التاسع عشر إلى تمكين المفهوم الحديث للطفولة بوصفها مرحلة مميزة سعيدة. وحققت الدمى ومنازل الدمى التي تم تصنيعها في المصانع السعادة للفتيات. وقد انتقلت الرياضات المنظمة من الكبار والكليات، حيث أبلى الفتيان بلاءً جيدًا مع الممارسة الارتجالية للعبة كرة المضرب والكرة وألعاب الملاعب المفتوحة. وفي القرن العشرين تم على نحو متزايد تنظيم اشتراك المراهقين في النوادي الرياضية تحت إشراف وتدريب الكبار، مع التدريب على السباحة في المعسكرات الصيفية. وقامت إدارة قياس مدى تقدم الأعمال الخاصة بسياسات نيو ديل ببناء آلاف الملاعب المحلية وملاعب الكرة لتعزيز لعبة السوفتبول، لا سيما كرياضة لكل شخص من جميع الأعمار ومن الجنسين في مقابل رياضات الكبار التي تكتسب الطابع المهني على نحو متزايد. وبحلول القرن الحادي والعشرين، يلاحظ تشوداكوف أن التوتر القديم بين الضوابط والحرية انتهى في الفضاء الإلكتروني.

## علم التأريخ
في كتابه المؤثر للغاية الصادر عام 1960 قرون الطفولة (Centuries of Childhood)، يقول فيليب أرييه، أحد المؤرخين الفرنسيين البارزين، إن «الطفولة» هي مفهوم تتم صياغته من قِبل المجتمع. وتم تناول هذه الفكرة من قِبل كننغهام في كتابه ابتكار الطفولة (Invention of Childhood) (2006)، الذي يبحث في الجوانب التاريخية للطفولة منذ العصور الوسطى وحتى ما يُشار إليه بفترة ما بعد الحرب خلال خمسينيات وستينيات وسبعينيات القرن الماضي. ودرس أرييه اللوحات وشواهد القبور والأثاث والسجلات المدرسية. ووجد أنه قبل القرن السابع عشر، كان الأطفال يُعتبرون كأشخاص بالغين صغار. ومنذ ذلك الحين، عمل المؤرخون على نحو متزايد على دراسة الطفولة في الأزمنة السابقة. وكان أرييه يعمل على دراسة فرنسا في النظام القديم وتم انتقاده لاعتماده على أدلة من العائلات الثرية وتركيزه على العلاقة بين الوالدين والطفل وفشله في تضمين القصة في تاريخ اجتماعي أوسع نطاقًا وارتباط ذهنه بالحاضر. ويرفض معظم المؤرخين الآن أطروحة أرييه المتمثلة في أنه لم يوجد «مفهوم للطفولة» حتى القرن السابع عشر لأنهم وجدوا هذا المفهوم قبل ذلك بكثير.

## قائمة المصادر
- Cunningham, Hugh. Children and Childhood in Western Society since 1500. (1995); strongest on Britain
- deMause, Lloyde, ed. The History of Childhood. (1976), psychohistory.
- Hawes, Joseph and N. Ray Hiner, eds. Children in Historical and Comparative Perspective (1991), articles by scholars
- Heywood, Colin. A History of Childhood (2001), from medieval to 20th century; strongest on France
- Pollock, Linda A. Forgotten Children: Parent-child relations from 1500 to 1900 (1983).
- Sommerville, John. The Rise and Fall of Childhood (1982), from antiquity to the present

### Literature & ideas
- Bunge, Marcia J., ed. The Child in Christian Thought. (2001)
- O’Malley, Andrew. The Making of the Modern Child: Children’s Literature and Childhood in the Late Eighteenth Century. (2003).
- Zornado, Joseph L. Inventing the Child: Culture, Ideology, and the Story of Childhood. (2001), covers Shakespeare, Brothers Grimm, Freud, Walt Disney, etc.

### بريطانيا
- Cunnington, Phillis and Anne Buck. Children’s Costume in England: 1300 to 1900 (1965)
- Hanawalt, Barbara. Growing Up in Medieval London: The Experience of Childhood in History (1995)
- Lavalette; Michael. A Thing of the Past? Child Labour in Britain in the Nineteenth and Twentieth Centuries (1999) online edition
- Pinchbeck, Ivy and Margaret Hewitt. Children in English Society. (2 vols. 1969); covers 1500 to 1948
- Sommerville, C. John. The Discovery of Childhood in Puritan England. (1992).
- Stone, Lawrence. The Family, Sex and Marriage in England 1500-1800 (1979).
- Welshman, John. Churchill's Children: The Evacuee Experience in Wartime Britain (2010)

### أوروبا
- Ariès, Philippe. Centuries of Childhood: A Social History of Family Life. (1962). Influential study on France that helped launch the field
- Immel, Andrea and Michael Witmore, eds. Childhood and Children’s Books in Early Modern Europe, 1550-1800. (2006).
- Kopf, Hedda Rosner. Understanding Anne Frank's the Diary of a Young Girl: A Student Casebook to Issues, Sources, and Historical Documents (1997) online edition
- Krupp, Anthony. Reason's Children: Childhood in Early Modern Philosophy (2009)
- Nicholas, Lynn H. Cruel World: The Children of Europe in the Nazi Web (2005) 656pp
- Orme, Nicholas. Medieval Children (2003)
- Rawson, Beryl. Children and Childhood in Roman Italy (2003).
- Schultz, James. The Knowledge of Childhood in the German Middle Ages.
- Zahra, Tara. "Lost Children: Displacement, Family, and Nation in Postwar Europe," Journal of Modern History, March 2009, Vol. 81 Issue 1, pp 45–86, covers 1945 to 1951 in JSTOR

### الولايات المتحدة
- Bernstein, Robin. Racial Innocence: Performing American Childhood from Slavery to Civil Rights (2011) online edition
- Block, James E. The Crucible of Consent: American Child Rearing and the Forging of Liberal Society (2012) excerpt and text search
- Chudacoff, Howard. Children at Play: An American History (2008)
- Del Mar, David Peterson. The American Family: From Obligation to Freedom (Palgrave Macmillan; 2012) 211 pages; the American family over four centuries.
- Fass, Paula, and Mary Ann Mason, eds. Childhood in America (2000), 725pp; short excerpts from 178 primary and secondary sources
- Fass, Paula and Michael Grossberg, eds. Reinventing Childhood After World War II (University of Pennsylvania Press; 2012) 182 pages; scholarly esays on major changes in the experiences of children in Western societies, with a focus on the U.S.
- Graff, Harvey J. Conflicting Paths: Growing Up in America (1997), a theoretical approach that uses a great deal of material from children
- Hiner, N. Ray Hiner, and Joseph M. Hawes, eds. Growing Up in America: Children in Historical Perspective (1985), essays by leading historians
- Illick, Joseph E. American Childhoods (2002)
- Marten, James, ed. Children and Youth during the Civil War Era (2012) excerpt and text search
- Marten, James. Children and Youth in a New Nation (2009)
- Marten, James. Childhood and Child Welfare in the Progressive Era: A Brief History with Documents (2004), includes primary sources
- Marten, James. The Children's Civil War (2000) excerpt and text search
- Mintz, Steven. Huck's Raft: A History of American Childhood (2004) online edition
- Riney-Kehrberg, Pamela. Childhood on the Farm: Work, Play, and Coming of Age in the Midwest (2005) 300 pp.
- Tuttle, Jr. William M. Daddy's Gone to War: The Second World War in the Lives of America's Children (1995) online edition
- West, Elliott, and Paula Petrik, Small Worlds: Children and Adolescents in America, 1850-1950 (1992)